# Scappoose
Scappoose é uma cidade localizada no estado norte-americano de Oregon, no Condado de Columbia.

## Demografia
Segundo o censo norte-americano de 2000, a sua população era de 4976 habitantes.
Em 2006, foi estimada uma população de 6056, um aumento de 1080 (21.7%).

## Geografia
De acordo com o United States Census Bureau tem uma área de
6,4 km², dos quais 6,4 km² cobertos por terra e 0,0 km² cobertos por água.

## Localidades na vizinhança
O diagrama seguinte representa as localidades num raio de 16 km ao redor de Scappoose.